# Banque de Patrimoines Privés
Banque de Patrimoines Prives, anteriorment Banque BPP, és un banc de Luxemburg fundat el 1999 pel grup italià Banca Sella, un grup bancari del Piemont. El banc va néixer com a Sella Bank Luxembourg i el 2010 va canviar la denominació social i comercial.
El maig del 2011 es va anunciar que el banc d'Andorra Crèdit Andorrà n'havia adquirit el 100% de les accions per reforçar la seva presència en el mercat de la Unió Europea.